# Biskupin (województwo dolnośląskie)
Biskupin – wieś w Polsce, położona w województwie dolnośląskim, w powiecie legnickim, w gminie Chojnów, niedaleko drogi wojewódzkiej Chojnów – Chocianów, nad strugą Brenna, dopływem Skory.
W latach 1975–1998 wieś administracyjnie należała do województwa legnickiego.

## Historia
Wieś o długim rodowodzie, pierwszy raz wzmiankowana w 1245 pod nazwą Biskupici jako własność biskupów wrocławskich. W 1347 biskup Przecław z Pogorzeli sprzedał wieś rycerzowi z rodu Budziwojów. Od 1517 do 1677 Biskupin był w posiadaniu rady miejskiej Chojnowa. Pobliski przysiółek Łaszowice został założony przez mieszczan chojnowskich w 1776 na rozkaz króla Fryderyka II.
We wsi funkcjonowała żwirownia.